# ВК Барселонета
ВК Барселонета (шп. Club Natació Atlètic Barceloneta) је шпански ватерполо клуб из Барселоне. Тренутно се тренутно такмичи у Првој лиги Шпаније.
Клуб у данашњем облику је настао 19. јуна 1992. спајањем клубова Club Natació Atlètic (основан 1913) и Club Natació Barceloneta (1929), али клуб наставља традицију старијег клуба и 1913. се узима као година оснивања.
Са 16 титула у националном првенству је други најтрофејнији клуб иза Барселоне, док је у националним куповима најуспешнији са 12 трофеја купа и 12 суперкупа Шпаније. У сезони 2013/14. Барселонета је освојила свој први трофеј Лиге шампиона пошто је у финалу победила крагујевачки Раднички а исте године освојен је и трофеј победника Суперкупа Европе тријумфом над руском екипом Спартак Волгоград.
У Барселонети је играло неколико српских прослављених ватерполиста Дејан Савић, Петар Трбојевић, Александар Ћирић. У сезони 2013/14. чланови Барселонете су Марко Петковић и Немања Убовић.

## Највећи успеси

### Национални
- Прва лига Шпаније

Првак (16) : 1969/70, 1972/73, 1973/74, 2000/01, 2002/03, 2005/06, 2006/07, 2007/08, 2008/09, 2009/10, 2010/11, 2011/12, 2012/13, 2013/14, 2014/15, 2015/16.
- Куп Шпаније

Освајач (12) : 2000, 2001, 2004, 2006, 2007, 2008, 2009, 2010, 2013, 2014, 2015, 2016.
- Суперкуп Шпаније

Освајач (12) : 2001, 2003, 2004, 2006, 2007, 2008, 2009, 2010, 2011, 2013, 2015, 2016.

### Регионални
- Куп Каталоније

Освајач (4) : 2006, 2007, 2008, 2009.

### Међународни
- Лига шампиона

Освајач (1) : 2013/14.
Треће место (2) : 2012/13, 2014/15.
- Куп победника купова

Финалиста (1) : 2000/01.
- Суперкуп Европе

Освајач (1) : 2014.